# Lagărul de prizonieri de la Holzminden
Lagărul de prizonieri de la Holzminden a fost organizat în timpul Primului Război Mondial și a fost constituit din 2 lagăre separate, cu destinații diferite.

## Lagărul 1

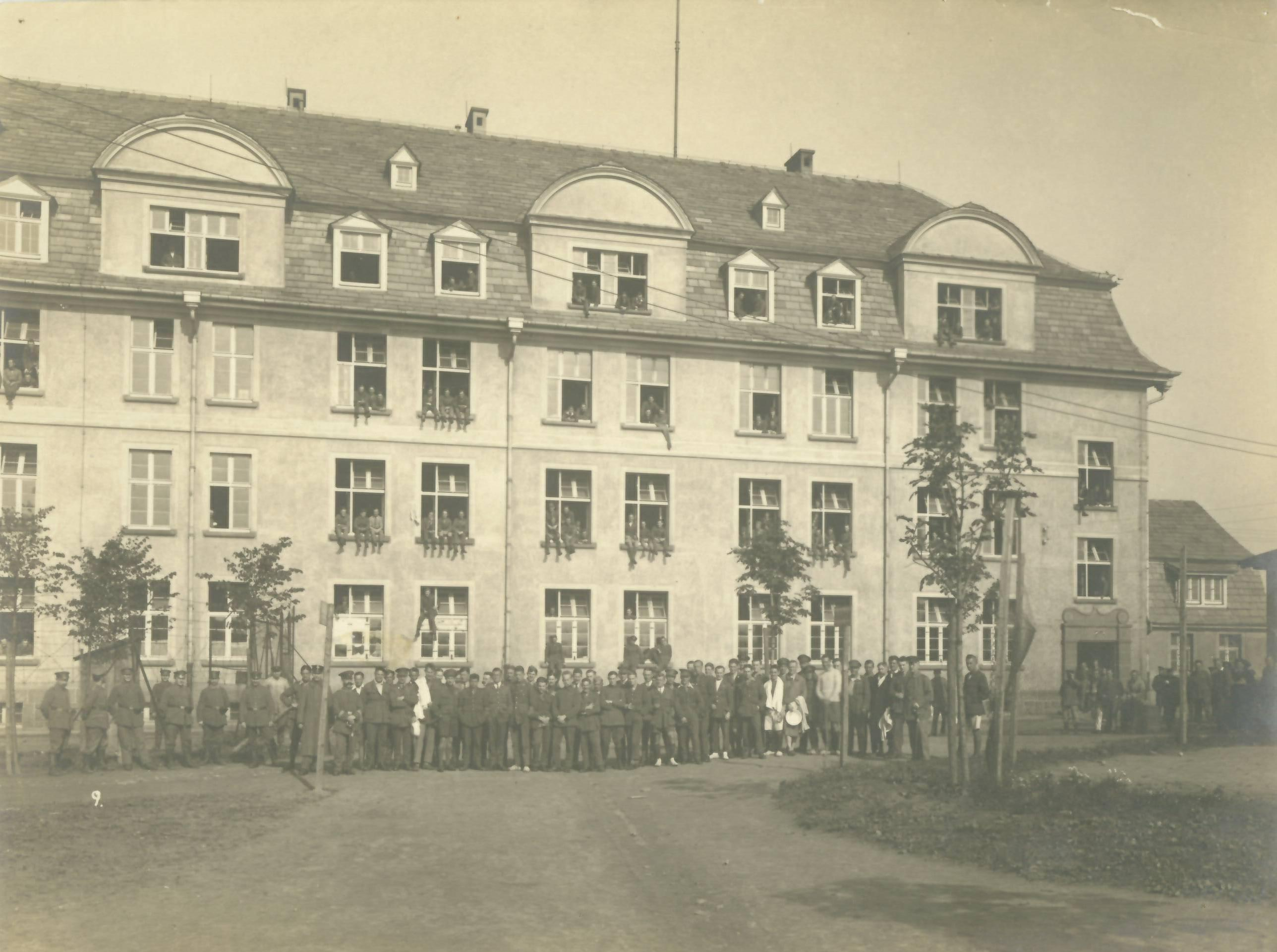
Cazarma B a lagărului de prizonieri de război de la Holzminden, cu prizonieri britanici și gardieni germani

Lagărul 1 din Holzminden era destinat prizonierilor de război din rândul Aliaților (Offizier Gefangenenlager). A fost populat în special cu ofițeri englezi, dar și cu soldați din trupele coloniale. Lagărul 1 era condus de căpitanul Karl Niemeyer.

## Lagărul 2
Lagărul 2 era un lagăr de internare (Internierungslager) destinat civililor deportați din statele inamice și civililor germani și era condus de generalul maior Plugradt. Cele circa 100 de barăci aveau capacitatea de a găzdui 10.000 de prizonieri, dar numărul maxim de prizonieri internați nu a depășit 7.000. În acest lagăr au fost deportate în ianuarie 1918 circa 1.000 de femei din Franța și Belgia.
Lagărul 2 avea trei porți: una în față, dublă, care dădea în șoseaua pe care se venea de la gară; a doua, în față și tot dublă pe care cei internați ieșeau la munca câmpului. Între aceste două porți era stradela principală a lagărului, lungă de vreo 400 m. A treia poartă era în sus spre deal; ea dădea la locul de apel și inspecții.
În anul 1916, la începutul Primului Război Mondial, pictorul român Ghelman Lazăr se afla în Germania și, deoarece Germania se afla în război cu România și el era cetățean român, a fost ținut prizonier civil pe toată durata războiului și a fost internat în Lagărul 2 de la Holzminden. A fost eliberat în 1918, la terminarea războiului.